# 世界三大河川

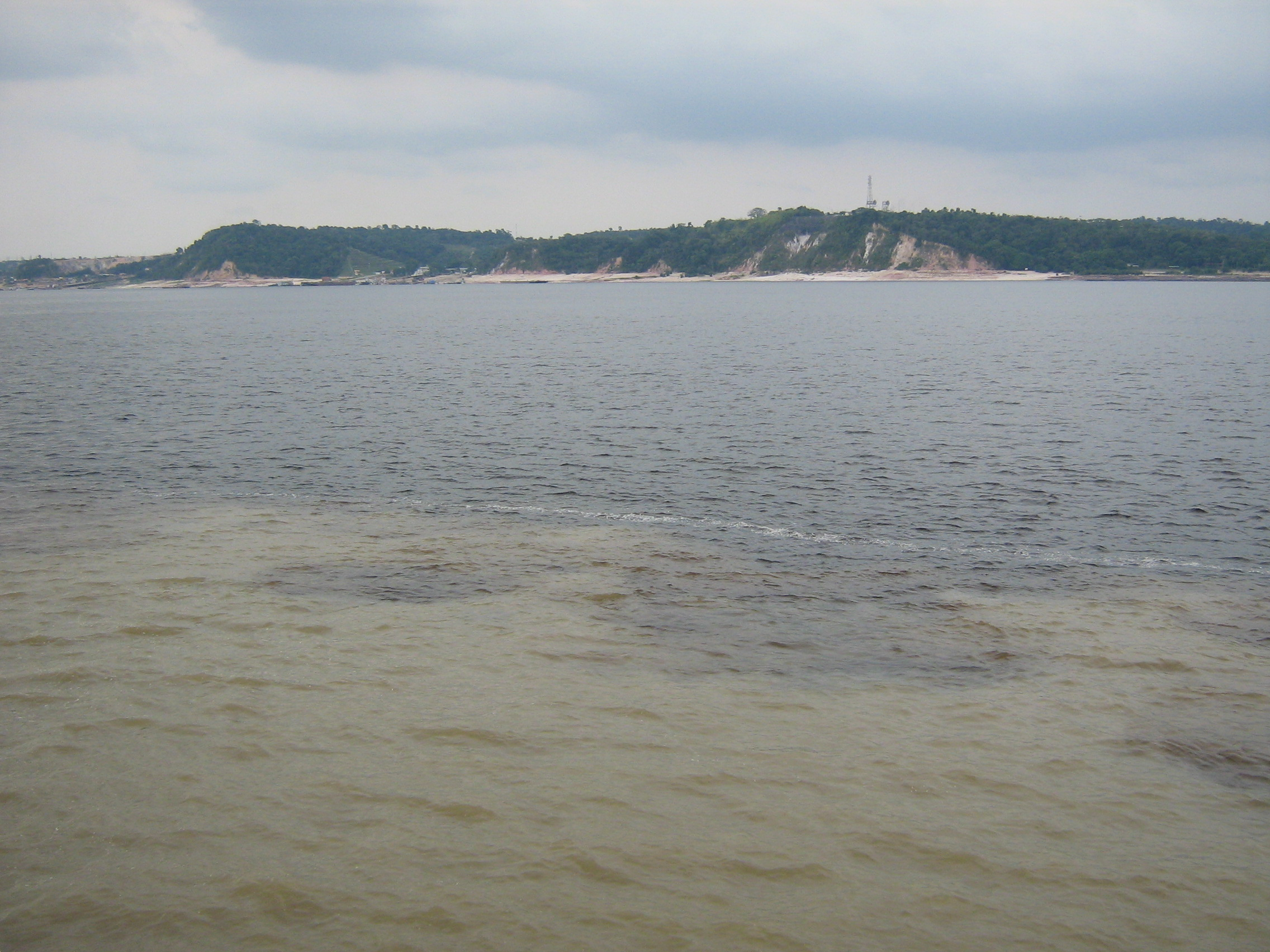
アマゾン川

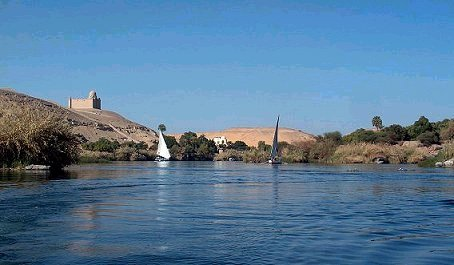
ナイル川

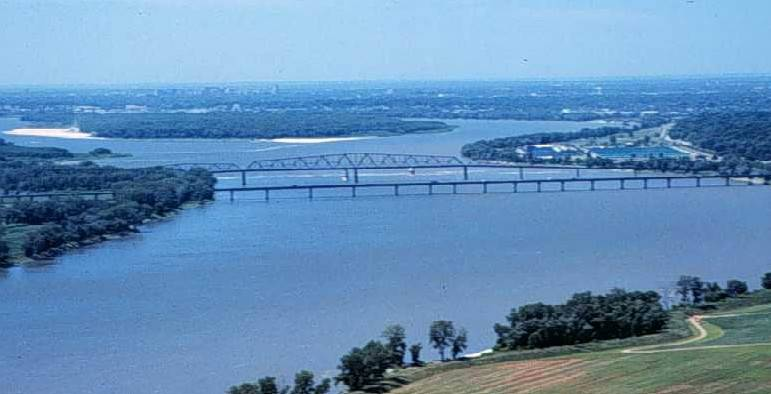
ミシシッピ川

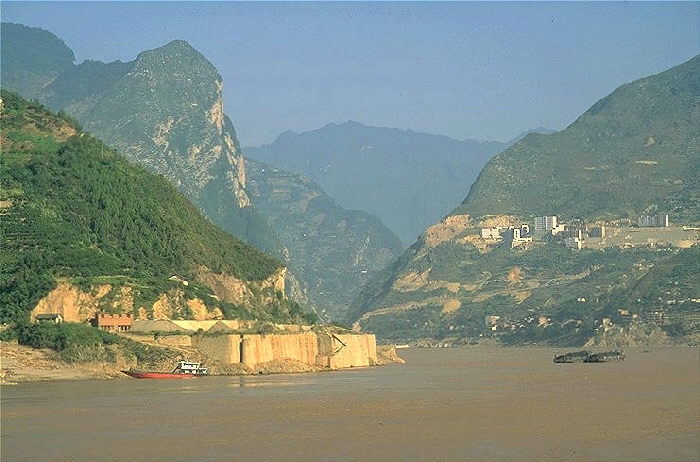
長江

世界三大河川（せかいさんだいかせん）とは、主に日本において使用される用語であり、世界で最も有名な3つの川を意味する。一般的に南アメリカ大陸のアマゾン川、アフリカ大陸のナイル川、北アメリカ大陸のミシシッピ川の3河川を指す。
明確な基準がある訳ではなく、選定された経緯は不明。稀に中国大陸の長江が挙げられることもある。長さ順で並べると、ナイル川、アマゾン川、長江、ミシシッピ川となるが、アマゾン川が世界で一番長いとの説もある。流域面積ならアマゾン川、コンゴ川、ナイル川、ミシシッピ川、ラプラタ川の順であり、長江は5位未満になる。